# Calle Mendoza (Tucumán)
La Calle Provincia de Mendoza es una calle de San Miguel de Tucumán, Tucumán, Argentina. Se extiende desde la avenida Avellaneda hasta la avenida Camino del Perú para tránsito vehicular, excepto entre 25 de mayo y Junín donde está como Peatonal Isauro Martínez.

## Historia
La calle fue creada tras el trazado colonial original de la ciudad en 1685, extendiéndose luego por el Ensanche Liberal de 1879. Desde el siglo XVIII, la calle adquirió protagonismo comercial y residencial al erigir residencias de personalidades como Alfredo Guzmán y comercios como el actual Mercado del Norte y la Galería Mendoza en 1963. Por esta razón, se implementó desde 1946 la llamada vía blanca que restringía en ciertos horarios el tránsito vehicular en favor de los peatones. Así, se convirtió en peatonal al tramo entre 25 de mayo y Junín a la artería, junto a la peatonal Muñecas.
En 2014 iniciaron los trabajos para remodelar la peatonal de la calle Mendoza, dándole el nombre de Isauro Martínez y Centro Comercial a Cielo Abierto. Esta obra tuvo un costo de ARS 30 759 375, siendo el último tramo inaugurado el 19 de diciembre de 2015 por el intendente Germán Alfaro, el secretario de vivienda Domingo Amaya, funcionarios y vecinos. Esto incluyó la colocación de nuevos pisos de granito, mobiliario urbano, kioscos, pérgolas, luminarias, paneles informativos y la construcción de nuevos desagües pluviales.
En 2018 se proyectó convertir en semipeatonal la artería entre Junín y Salta como prolongación de la peatonal por su crecimiento comercial. La semipeatonal fue inaugurada el 11 de abril de 2019 por el intendente Germán Alfaro con una inversión de ARS 9 000 000. Se ensancharon las veredas y se instalaron luminarias led, mobiliario urbano y 16 árboles de lapachos. En 2013 se planeó la construcción de un túnel que conectara por debajo de las vías del Ferrocarril Belgrano la calle Mendoza. El túnel fue abierto el 19 de junio de 2017 por el gobernador Juan Manzur, siendo cerrado cada vez que se inunda por lluvias o hechos vandálicos.

## Sitios de interés
A lo largo de la calle se desarrollan varios lugares de interés y emblemáticos:
- Hospital Néstor Kirchner
- Plaza Gramajo Gutiérrez
- Mercado del Norte
- Cementerio del Oeste
- Colegio Suizo